# NGC 171
NGC 171 là một thiên hà xoắn ốc có rào chắn với cấp sao biểu kiến là 12, nằm cách xa khoảng 3 triệu năm ánh sáng trong chòm sao Kình Ngư. Thiên hà có hai nhánh vết thương trung bình chính, với một vài cánh tay nhỏ và một hạt nhân và phình khá sáng. Nó được phát hiện vào ngày 20 tháng 10 năm 1784 bởi William Herschel. Nó còn được gọi là NGC 175.